# Luise von Waldeck

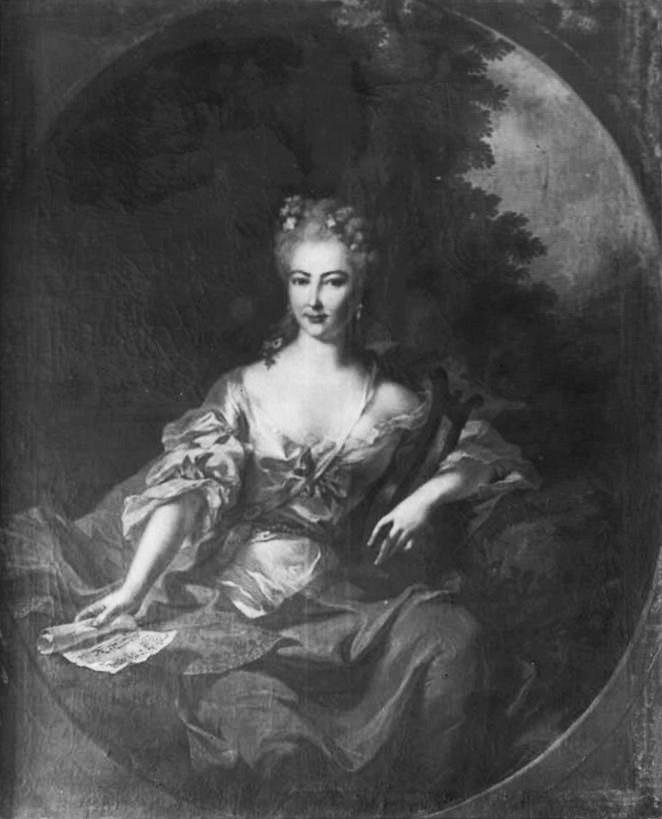
Prinzessin Luise von Waldeck als Muse Polyhymnia

Luise von Waldeck (* 29. Januar 1751; † 28. Mai 1817) war eine deutsche Prinzessin und durch Heirat Fürstin bzw. Herzogin von Nassau-Usingen.

## Leben
Luise von Waldeck war eine Tochter des Fürsten Karl August Friedrich von Waldeck-Pyrmont (1704–1763) und dessen Gemahlin Christiane von Pfalz-Zweibrücken (1725–1816) und wuchs zusammen mit ihren Geschwistern Friedrich (1743–1812),  Christian (1744–1798), Georg (1747–1813), Karoline (1748–1782) und  Ludwig (1752–1793) auf. 
Am 9. Juni 1775 heiratete sie den Herzog Friedrich August von Nassau-Usingen (1738–1816) und hatte mit ihm die Kinder: 
- Christiane Luise (* 16. August 1776 in Biebrich; † 19. Februar 1829 in Karlsruhe); ⚭ 29. November 1791 Markgraf Friedrich von Baden (* 29. August 1756; † 28. Mai 1817), Sohn von Großherzog Karl Friedrich von Baden
- Friederike (* 30. August 1777 in Usingen; † 28. August 1828 in Hochheim am Main); ⚭ 9. Februar 1792 Fürst August Christian von Anhalt-Köthen (* 18. November 1769; † 5. Mai 1812), geschieden 1803
- Augusta (* 30. Dezember 1778 in Usingen; † 16. Juli 1846 in Wildbad); ⚭ (I.) 2. August 1804 Landgraf Ludwig von Hessen-Homburg (* 29. August 1770; † 19. Januar 1839), geschieden 1805; ⚭ (II.) 7. September 1807 Friedrich Wilhelm von Bismarck (* 28. Juli 1783; † 18. Juni 1860)
- Friedrich Wilhelm (* 30. Juli 1780 in Biebrich; † 18. August 1780 ebenda)
- Louise Marie (* 18. Juni 1782 in Usingen; † 27. Juni 1812 in Biebrich)
- Friederike Victoria (* 21. Februar 1784 in Usingen; † 18. Juli 1822 ebenda)
- Friedrich Karl (* 17. Juni 1787 in Usingen; † 29. September 1787 in Frankfurt am Main)

Sie ist in der Familiengruft in der Usinger Laurentiuskirche bestattet.